# エア・インディア171便墜落事故
エア・インディア171便墜落事故（エア・インディア171びんついらくじこ、グジャラート語: એર ઇન્ડિયા ફ્લાઇટ ૧૭૧）は、2025年6月12日にインドで発生した航空事故である。
ロンドン・ガトウィック行きのエア・インディア171便（ボーイング787-8/登録:VT-ANB）がインド西部のアフマダーバード国際空港からの離陸直後に墜落。この事故はボーイング787初の全損・死亡事故となった上、エア・インディアにとっては1985年に発生したエア・インディア182便爆破事件以来の機体全損となる。

## 事故の経緯
当該機は現地時間13時38分（IST UTC+5:30）に滑走路23を離陸した直後、緊急事態を知らせるメーデーを発信したが、その後に応答はなく、滑走路端から約1.5 km離れたB. J. メディカルカレッジの寄宿舎に墜落した。機体が最後に発信した高度は625フィート (191 m)、対地速度は174ノット (322 km/h)だった。

## 事故機
事故機のVT-ANBは2013年12月に製造された機体でアメリカのゼネラル・エレクトリック社製GEnx-1B67を装備し、2014年1月に引き渡しが行われた。当事故の2日前の6月10日にはニューデリー - 羽田線（AI358便と、折り返しAI357便）に充当されていた。

## 乗員・乗客
機長は56歳で、総飛行時間は約15,600時間で、B787には約8,600時間乗務していた。副操縦士は32歳で、総飛行時間は約3,400時間で、B787には約1,100時間乗務していた。
インド民間航空総局（DGCA）とエア・インディアによると、この飛行機には242人が搭乗しており、そのうち230人は子供11人と幼児2人を含む乗客で、他にパイロット2人、客室乗務員10人が含まれていたという。
乗客の国籍はインドが169人、イギリスが53人、ポルトガルが7人、カナダが1人だった。
また事故機には2021年までグジャラート州第21代首相を務めたビジェイ・ルパニも搭乗していた。

## 被害
この事故で乗員乗客242人中、11Aの座席に座っていたイギリス国籍の男性乗客1名を除く241人と、地上にいた19人の計260人が死亡、地上の67人が重軽傷を負った。

## 調査
インドの民間航空総局（DGCA）と航空事故調査局（AAIB）が調査を開始した。またインド政府は航空当局とは別に、軍や警察からなる包括的な調査を行う調査委員会を設置し、3か月以内に報告書を公表すると発表した。
アメリカ合衆国大統領ドナルド・トランプは「出来る事があれば速やかに何でもやる」と惜しみない支援を約束。国家運輸安全委員会（NTSB）が連邦航空局（FAA）、ボーイング社、GE・アビエーション社の代表者と共に調査を支援するチームを派遣、15日にインド側調査団に合流し、本格的な調査が開始された。イギリスの航空事故調査局も調査を支援するため調査官を派遣した。
6月13日、フライトデータレコーダー（FDR）とコックピットボイスレコーダー（CVR）の機能が一体化した、強化型航空機用フライトレコーダー（EAFR）の1台が墜落現場の建物の屋上から回収された。同日、機体内外に搭載されたカメラの映像を記録したデジタルビデオレコーダー（DVR）が墜落現場から回収された。6月16日、2台目のEAFRが墜落現場の残骸から回収された。6月24日に2台のEAFRがニューデリーのAAIBの研究所に送られ、6月25日に1台のEAFRからデータが正常にダウンロードされた。

### 予備報告
7月12日、AAIBは予備調査報告書を発表した。離陸直後に両エンジンへの燃料供給が停止されており、両エンジンの燃料供給スイッチが1秒以内に「RUN（運転）」から「CUTOFF（停止）」に切り替わっていた。CVRには、一方の操縦士が「なぜ（燃料供給を）停止したのか」と尋ね、別の操縦士が「そんなことはしていない」と答える音声が記録されていた。ただし、各発言がどの操縦士によるものか、また燃料供給スイッチの切り替えが偶発的な要因（スイッチの不具合、誤操作、など）によるものかパイロットによる意図的な操作によるものかは言及していない。
7月17日、ウォール・ストリート・ジャーナルの独占ニュースによると、燃料供給スイッチを遮断したのは機長であるという。